# Tosca (album)
Tosca è il primo album dell'omonima cantante italiana, pubblicato dall'etichetta discografica RCA con distribuzione BMG Ariola nel 1992.
L'album, disponibile su long playing, musicassetta e compact disc, è prodotto da Giancarlo Lucariello. I testi sono firmati da Vincenzo Incenzo e Andrea De Angelis, le musiche da Bruno Laurenti, mentre gli arrangiamenti sono curati da Gianfranco Lombardi.
L'anno precedente l'uscita di questo lavoro erano stati pubblicati i singoli Fammi innamorare/Un uomo silenzioso e Sevillana/Compagni di classe, brano, quest'ultimo, non inserito nell'album.
Il brano Cosa farà Dio di me è presentato al Festival di Sanremo 1992 nella sezione "Novità", venendo eliminato dopo la prima esecuzione.

## Tracce

### Lato A
1. Cosa farà Dio di me
2. Dove c'è amore
3. Fiore marea luna o bugia
4. Allegro non troppo
5. Come passano

### Lato B
1. Sevillana
2. Tosca dove vai
3. Fammi innamorare
4. Un uomo silenzioso

## Formazione
- Tosca – voce
- Luca Orioli – tastiera, programmazione
- Fabio Pignatelli – basso
- Derek Wilson – batteria
- Luciano Titi – fisarmonica
- Michele Ascolese – chitarra acustica
- Roberto Lanzo – tastiera, programmazione
- Luciano Ciccaglioni – chitarra acustica
- Giovanni Imparato – percussioni
- Franco Ventura – chitarra elettrica
- Gerri Popolo – sax
- Michele Incenzo – clarinetto